# Флег лига Србије за жене
Флег лига Србије за жене је највиши ранг такмичења у флег фудбалу у Србији, бесконтактној верзији америчког фудбала за девојке узраста до 16 година. Лига је формирана 2013. године и први наслов освојиле су Вајлд кетс Крагујевац.

## Клубови у сезони 2013.
| Клуб                   | Град     |
| ---------------------- | -------- |
| Војвоткиње Нови Сад    | Нови Сад |
| Вучице Београд         | Београд  |
| Пантерс лејдис Панчево | Панчево  |
| Оранж трајб Кикинда    | Кикинда  |

| Екипа                 | Град       |
| --------------------- | ---------- |
| Вајлд кетс Крагујевац | Крагујевац |
| Ројал краунси Краљево | Краљево    |
| Хокси Обреновац       | Обреновац  |
| Голден берси Бор      | Бор        |

## Досадашњи прваци
- 2014. — Вајлд кетс Крагујевац
- 2013. — Вајлд кетс Крагујевац